# Geum
Geum este un gen de cca. 50 de specii de plante erbacee perene din familia Rosaceae, originare din Europa, Asia, America de Nord, America de Sud, Africa și Noua Zeelandă.  Acestea sunt strâns legate de genurile Potentilla și Fragaria. Plantele din specia Geum sunt utilizate ca alimente de larvele din unele specii de Lepidoptera inclusiv fluturele Pyrgus malvae.

## Specii

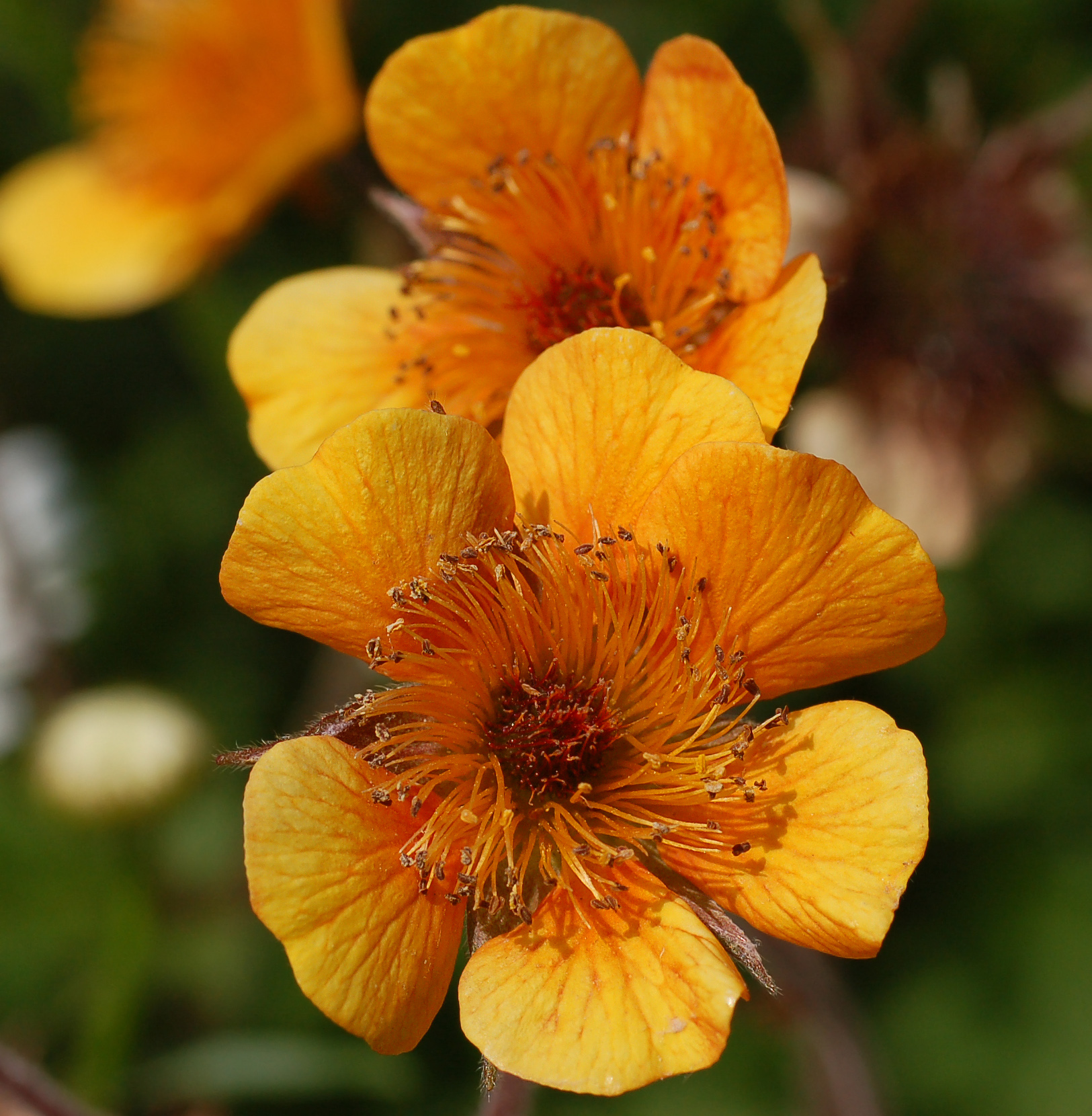
Geum 'Beech House'

- Geum aleppicum
- Geum bulgaricum
- Geum calthifolium
- Geum canadense
- Geum × catlingii
- Geum elatum
- Geum heterocarpumGeum 'Beech House'
- Geum japonicum
- Geum laciniatum
- Geum leiospermum
- Geum macrophyllum
- Geum molle
- Geum montanum
- Geum parviflorum
- Geum peckii
- Geum pentapetalum
- Geum pyrenaicum
- Geum quellyon
- Geum radiatum
- Geum reptans
- Geum rhodopeum
- Geum rivale
- Geum rossii
- Geum sikkimense
- Geum sylvaticum
- Geum triflorum
- Geum turbinatum
- Geum uniflorum
- Geum urbanum
- Geum vernum
- Geum virginianum